# 210 (število)

## V matematiki
- sestavljeno število, saj ima 16 deliteljev (1, 2, 3, 5, 6, 7, 10, 14, 15, 21, 30, 35, 42, 70, 105, in 210).
- obilno število.
- nedotakljivo število, saj ne obstaja nobeno takšno celo število x, da bi bila vsota njegovih pravih deliteljev enaka 210.
- Zumkellerjevo število.